# Arctosa kirkiana
Arctosa kirkiana är en spindelart som först beskrevs av Embrik Strand 1913.  Arctosa kirkiana ingår i släktet Arctosa och familjen vargspindlar. Inga underarter finns listade i Catalogue of Life.